# Франк Де Блеккере
Франк Де Бле́ккере (нід. Frank De Bleeckere; нар. 1 липня 1966) — бельгійський футбольний суддя міжнародної категорії.

## Особисті дані
Де Блеккере розмовляє англійською, нідерландською, французькою, німецькою мовами, працює піар-менеджером, захоплюється гольфом, бігом, тенісом, сквош. Громадянська професія — менеджер з продажу компанії, яка виробляє двері та сходи.

## Кар'єра
Кар'єру судді розпочав у 1984 році. Чемпіонат Бельгії судить з 1995 року. Суддя ФІФА з 1998 року. Судив матчі Євро-1998 (Under-16), ЧС-2003 (Under-20), ЧС-2005 (Under-17), ЧС-2006, Євро-2008, ЧС-2010.

## Нагороди
- Найкращий суддя Бельгії в 1999—2003 рр..